# Un tramvai numit dorință (operă)
Un tramvai numit dorință -- în engleză, A Streetcar Named Desire -- este o operă compusă de André Previn, cu un  libret scris de Philip Littell în 1995.  Este bazată pe piesa omonimă a dramaturgului american Tennessee Williams (vedeți Un tramvai numit dorință).  Premiera sa a avut loc la Opera din San Francisco (San Francisco Opera în timpul stagiunii  1998 — 1999).  
Distribuția la premieră a fost următoarea
- Blanche — Renée Fleming
- Stanley — Rodney Giffey
- Stella — Elizabeth Futral
- Mitch	— Anthony Dean Griffey
- Eunice — Judith Forst
- Steve	— Matthew Lord
- Newspaper Collector — Jeffrey Lentz
- The Mexican — Josepha Gayer
- Pablo — Luis Oropeza
- The Doctor — Ray Reinhardt
- The Nurse — Lynne Soffer

Echipa tehnică a premierei a fost compusă din
- Dirijor — André Previn
- Director de scenă — Colin Graham
- Decor — Michael Yeargan
- Lumini — Thomas J. Munn

Așa după cum Bernard Holland a comentat în cronica sa din ziarul New York Times, din 21 septembrie 1998, „piesa A Streetcar Named Desire este atât de apropiată de ideea de operă, încât este firească întrebarea de au trecut mai bine de 50 de ani până când, în sfârșit, cineva s-a încumetat de a scrie opera inspirată de piesă.  Noua interpretare a piesei lui Tennessee Williams, pe muzica lui André Previn și libretul lui Philip Littell, a răspuns unora dintre întrebări, dar a ridicat altele.  În primul rând, opera per ansamblu, se cântă foarte bine.  Domnul Previn are o ureche fină pentru voci.  Știe cum să flateze și să continue grațios de la un episod muzical la altul ... oricine este sub impresia că Previn ar fi scris teatru liric întreaga sa viață.” 
Despre partea muzicală, Holland a scris: „Sunt confruntări puternice între armonii și perioade în cheie, multe gesturi strauss-iene, melodii dulci ca mierea și murmurări între coarde a la Ligeti sau Penderecki. Domnului Previn nu îi este rușine să includă codul de cuvinte al Hollywoodului, în special       strigăte tremurătoare de saxophon, trompetă și clarinet pentru a introduce în piesă dissolution și sex.” 
Holland continuă: „Renee Fleming cântă atât de frumos și pune atâta inimă în caracter, încât creează un gol în producție pe care nimic altceva nu îl poate umple. Doamna Fleming face tot ceea ce a cântăreață de operă trebuie să facă, dar nu sunt sigur că Blanche este un personaj care fi reprezentat pe deplin. Rodney Gilfry în rolul lui Stanley cântă puternic și cu un timbru amenințător.”